# Hermann Reck
Pour les articles homonymes, voir Reck.
Hermann Reck (né le 30 novembre 1847 à Malleczewen, arrondissement de Lyck et mort en 1931 à Lyck) est un propriétaire foncier allemand. Lors des élections du Reichstag de 1912, il est élu au Reichstag, dont il reste député jusqu'à la fin de la Première Guerre mondiale .

## Biographie
Reck étudie au lycée royal de Lyck (de) et étudie à l'Université d'Iéna. Il apprend l'agriculture dans des domaines en Prusse-Orientale et reprend en 1873 le domaine de ses parents à Malleczewen, d'abord en tant que bail puis en tant que propriétaire. Il sert dans la guerre franco-prussienne de 1870/71 avec le 1er régiment de dragons (de). Il est également député d'arrondissement, député du parlement provincial de Prusse-Orientale, député du comité de district, du conseil d'arrondissement et du conseil d'administration de la caisse d'épargne de l'arrondissement. Depuis le 1er février 1900, il est député de la chambre des représentants de Prusse, où il reste jusqu'en 1913. Il reçoit l'ordre de l'Aigle rouge de 4e classe.
De 1912 à 1918, il est député du Reichstag pour la 6e circonscription du district de Gumbinnen et du Parti conservateur allemand.
Il est le père de Friedrich Reck-Malleczewen (1884-1945).